# Свято-Троїцький собор (Суми)
Свято-Троїцький собор — православний храм Сумської єпархії УПЦ (МП) у місті Суми. Одна з найвідоміших споруд міста.
Адреса: м. Суми, вул. Троїцька 34.

## Опис

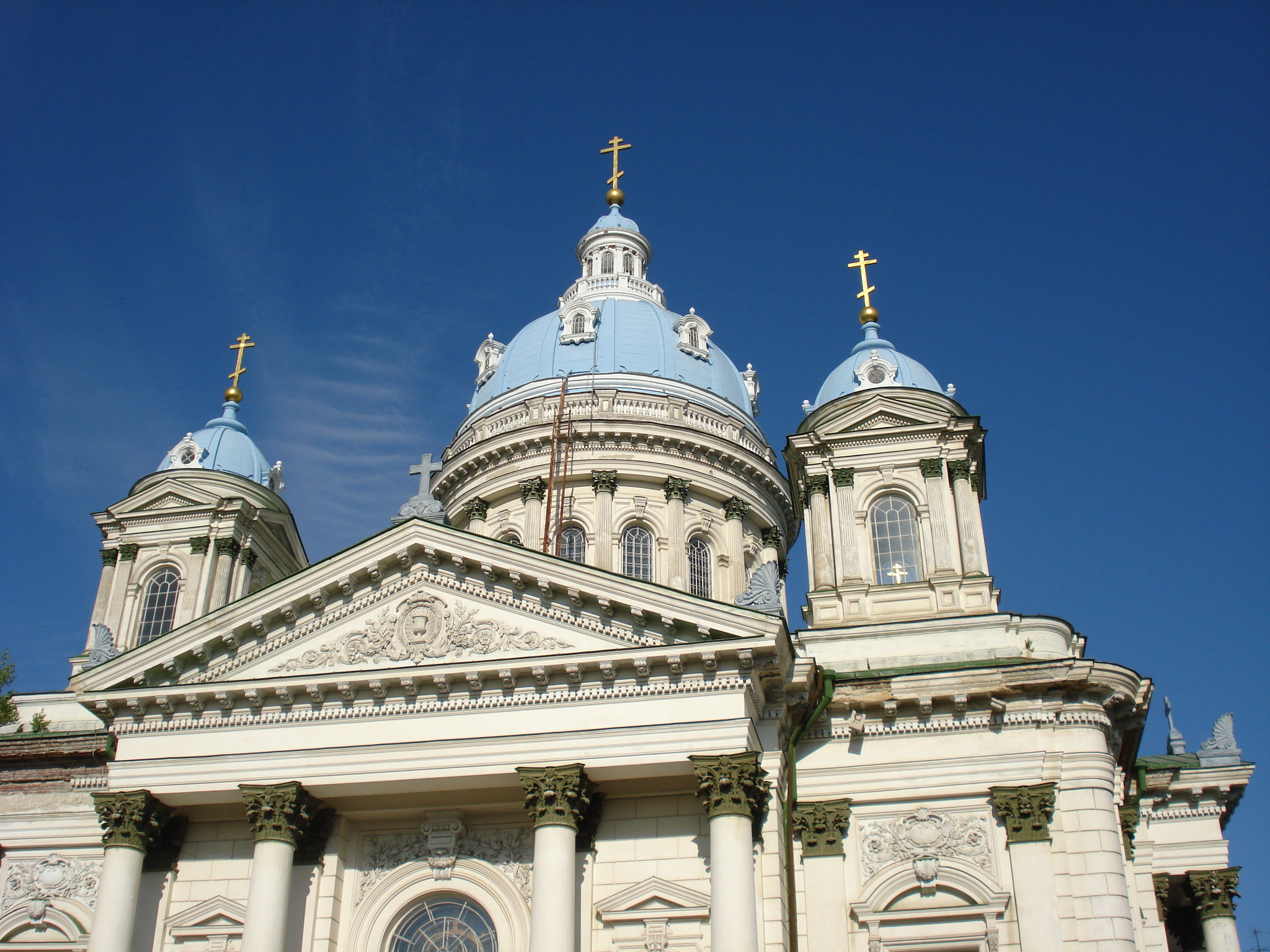
Верхня частина собору

Храм — одноярусний, чотиристовпний, квадратний в плані, має чотири каплиці, проте вони мають більше не релігійне, а світське значення. До західної частини храму примикає чотириярусна дзвіниця. Пілястри та портики дзвіниці коринфського ордеру, а в деяких елементах оформлення можна простежити стиль бароко. Та й взагалі, архітектура Троїцького собору поєднує елементи різних стилів.
Цікавим фактом є те, що зразком для створення Троїцького храму стали такі відомі пам'ятки архітектури Санкт-Петербурга як Ісаакіївський та Троїцький собори.
По периметру церкви міститься карниз, який зроблено в класичному стилі. Каплиці ж збудовані в стилі бароко. Майстерно виконані рослинні орнаменти, пілястри, карнизи та картуші.
Іконостас собору виконав Михайло Нестеров. Проте його церковного живопису, який Михайло Васильович вважав однім зі своїх найкращих творінь, не залишилося. Також брав участь у розписі храму художник І. І. Нівінський, котрий виконав художнє оформлення чотирьох стінових розписів у підстави куполу.

## З історії собору

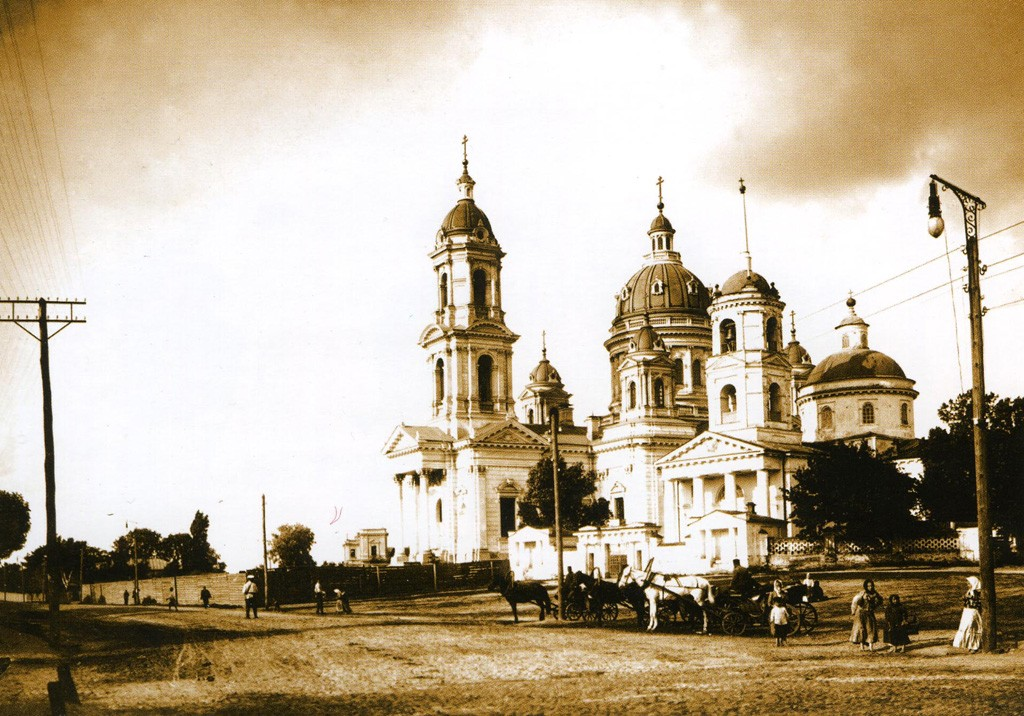
Троїцький собор на поч. ХХ століття

Недалеко від сучасного Троїцького собору поміщики Линтварьови в 1827 році звели кам'яну двопрестольну церкву. На початку ХХ століття Павло Іванович Харитоненко вирішив розширити приміщення церкви.
Проєкт нового храму Павло Іванович спочатку запрошує створити Олексія Вікторовича Щусева. Однак, урешті-решт, було затверджено інший проект, створений сумським архітектором Карлом Густавовичем Шольцом.
6 травня 1901 року відбулося закладання Троїцького собору. Взагалі будівництво храму тривало до 1915 року, але так і не було завершене, бо забирало досить багато грошей, тому Харитоненки будували церкву з перервами.
26 вересня 1914 року мало відбутися свячення собору, однак воно було перенесене через смерть мецената церкви Павла Івановича Харитоненка, а пізніше вже так і не відбулося, бо Російська імперія дуже зав'язла в Першій світовій війні і владі вже було не до духовних святинь.
1976 року почалося відновлення Троїцького храму, яке закінчилося 1988 року. Під час реставрації було встановлено орган, а сама церква являла з себе музей.
1996 року більшу частину собору передали парафіянам, але в храмі ще залишався орган, який у 2007–2008 роках перенесли до Сумської філармонії.

## Галерея

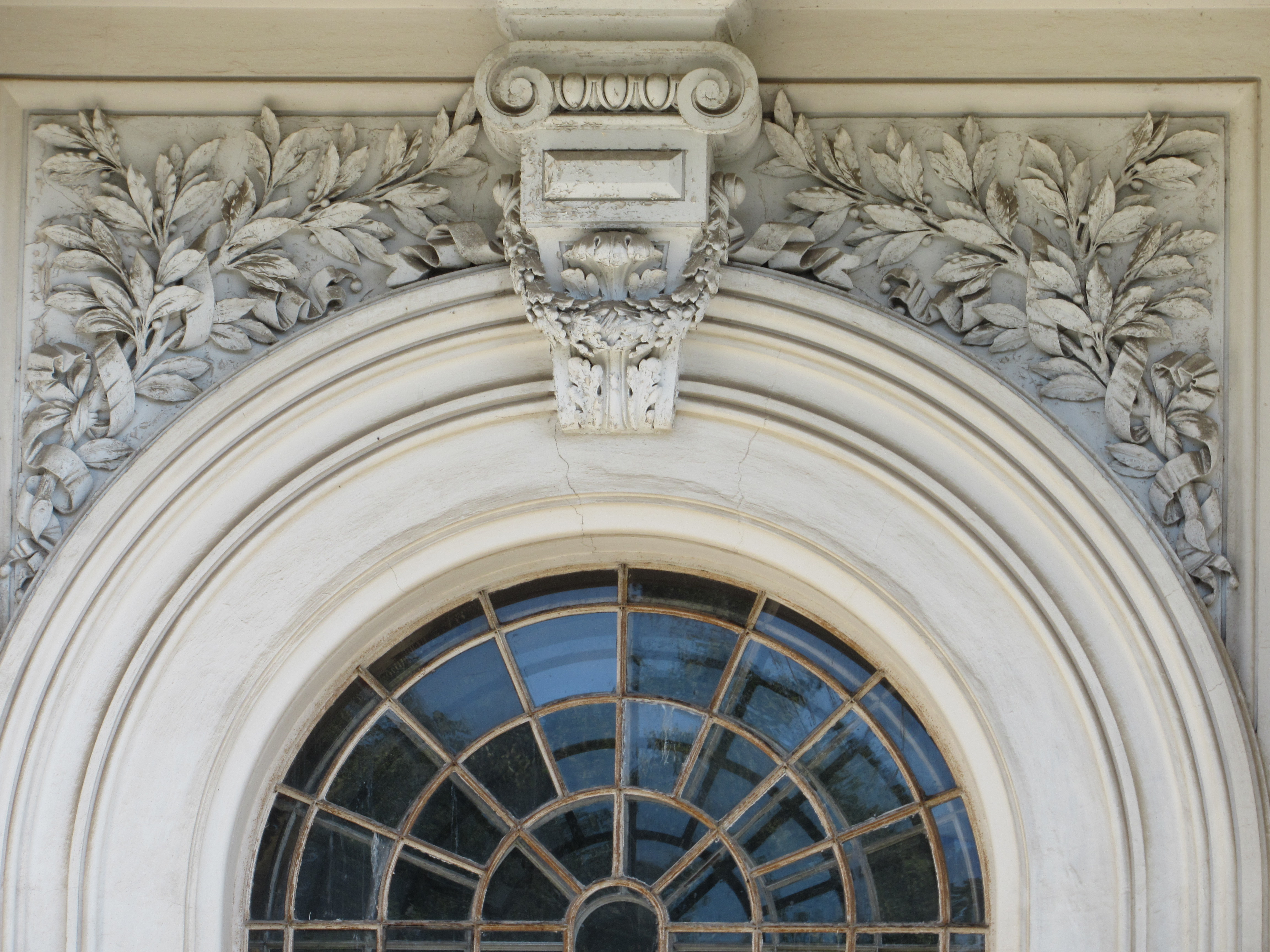
Троїцький собор (декор)
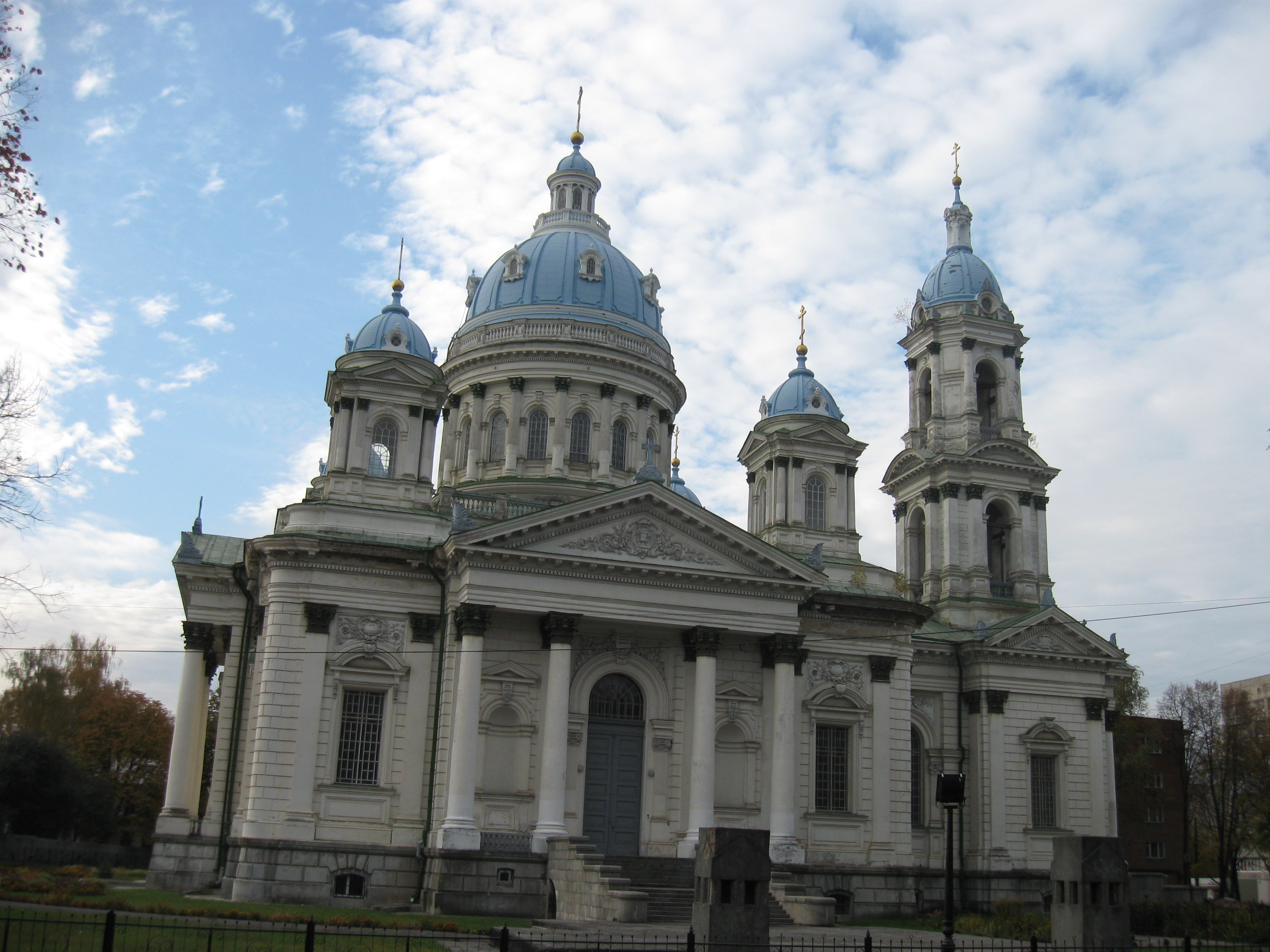
Вид на Троїцький собор (ракурс)
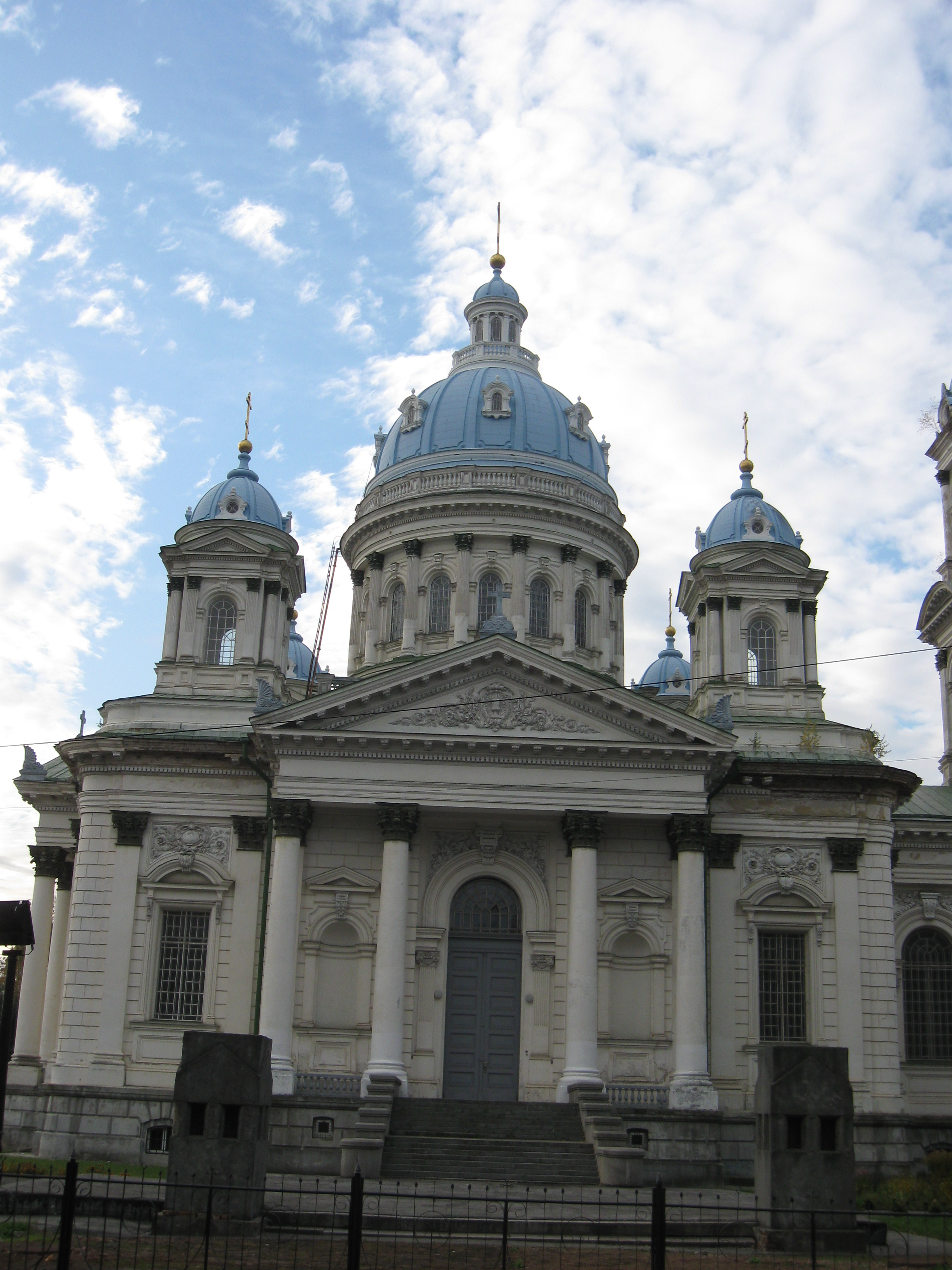
Троїцький собор (ракурс)
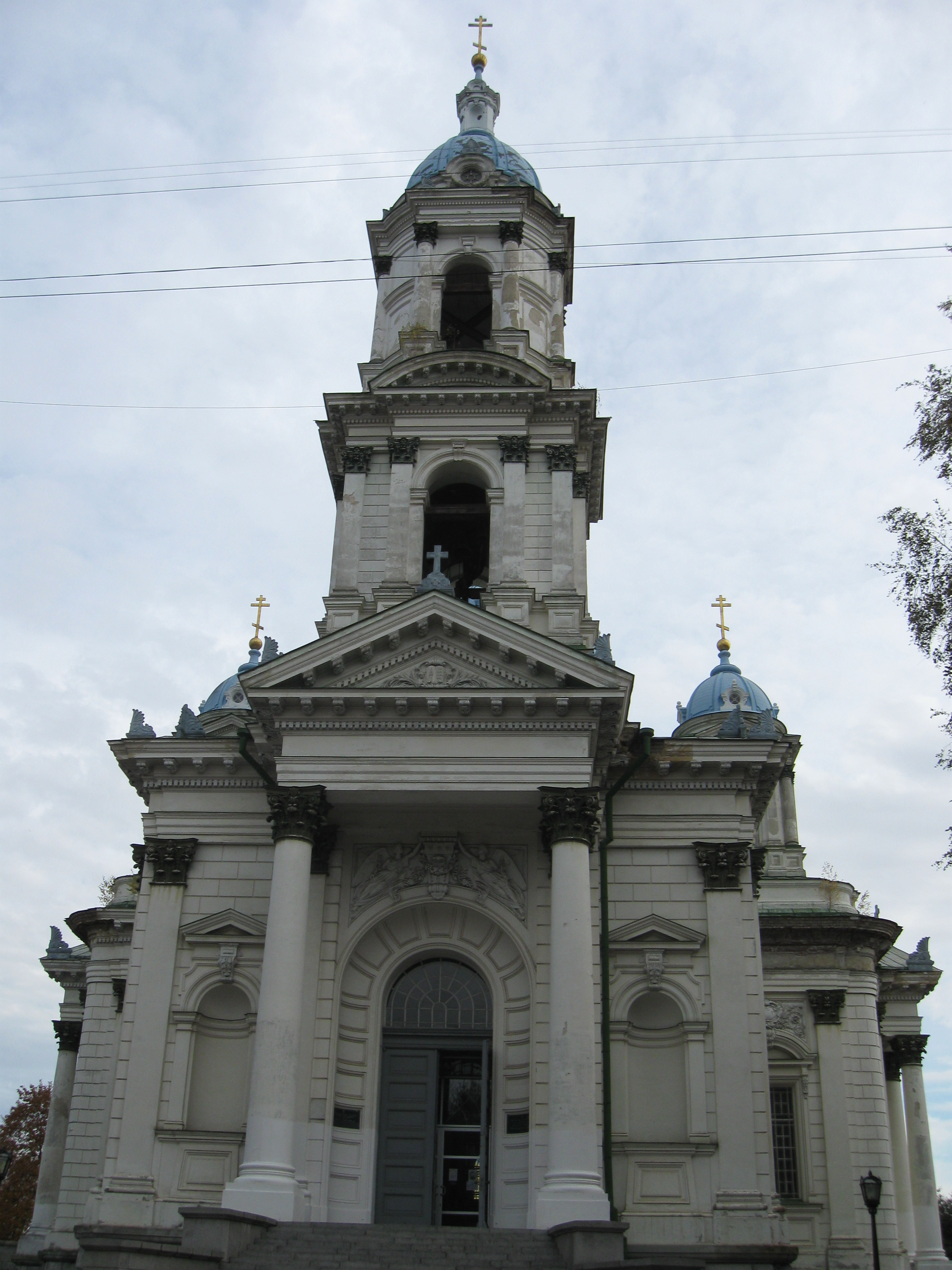
Вид на дзвіницю і вхід до Троїцького собору